# Брисон
Брисо̀н (на италиански и на френски: Brissogne) е община в Северна Италия, автономен регион Вале д'Аоста. Разположено е на 839 m надморска височина. Населението на общината е 962 души (към 2010 г.).
Административен център на общината е село Прима (Primaz).